# Moritz Johann Heinrich Beckhaus

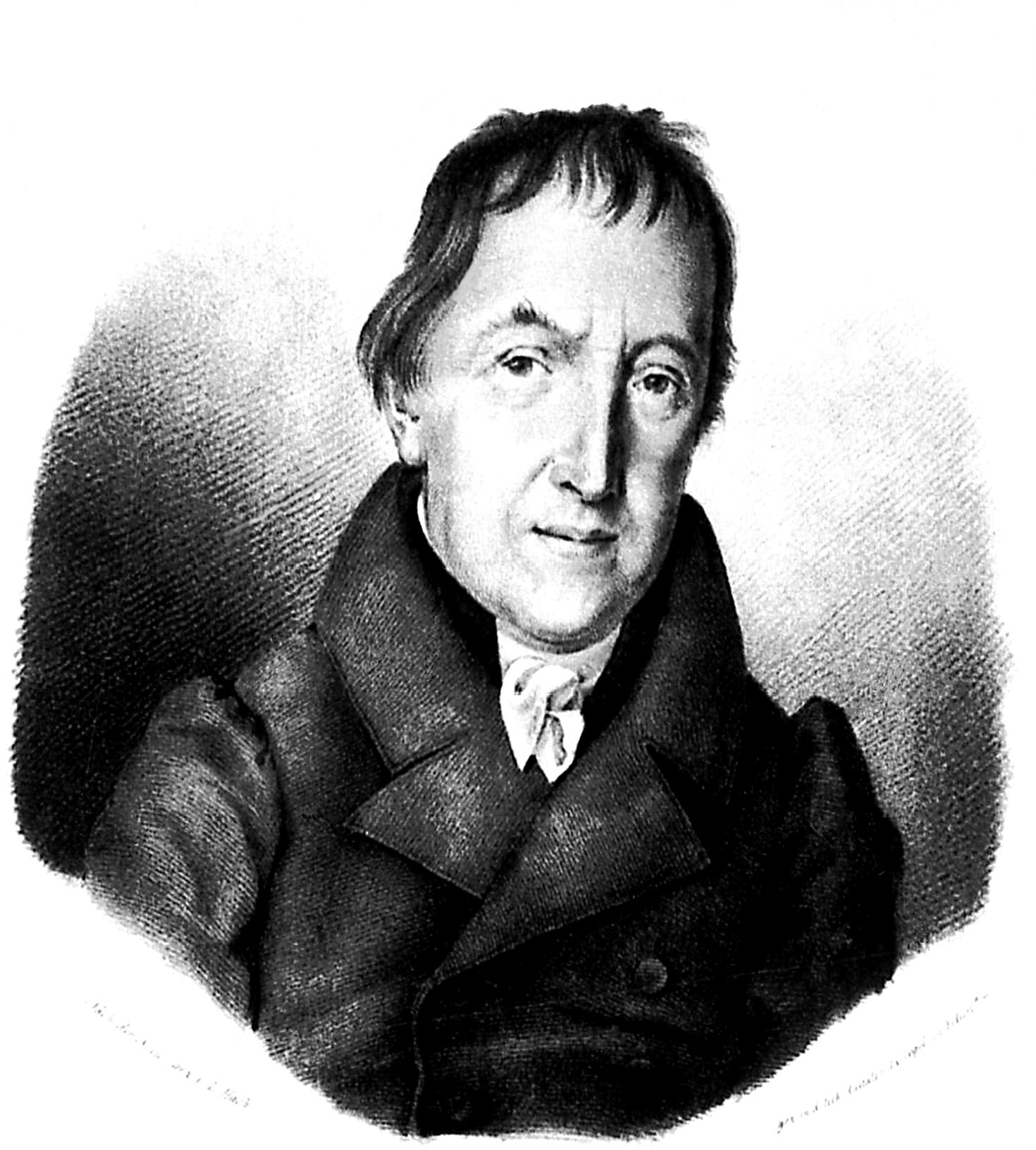
Moritz Johann Heinrich Beckhaus

Moritz Johann Heinrich Beckhaus (auch Mauritz Johann Heinrich Beckhaus oder Johann Heinrich Beckhaus; * 3. April 1768 in Düsseldorf; † 22. Februar 1845 in Marburg) war ein deutscher reformierter Theologe und Hochschullehrer.

## Leben
Beckhaus war der Sohn eines Kaufmanns. Er erhielt zunächst Hausunterricht, bevor er 1777 an die Lateinschule in Düsseldorf kam. 1784 wurde er zum Studium der Theologie an der Universität Marburg immatrikuliert. Dort studierte er bis 1787. In diesem Jahr verweilte er kurzzeitig an der Universität Heidelberg, wobei er in dieser Zeit in Handschuhsheim lebte. Am 8. August 1787 bestand er das theologische Examen in Düsseldorf. Sein gutes Zeugnis brachte ihn im Juli 1788 als Frühprediger nach Hamm, bevor er im September 1788 Wochenprediger in Mülheim an der Ruhr und 1789 Prediger in Gladbach wurde. Als Prediger folgte er 1806 einem Ruf nach Iserlohn. Der Versuch, eine Professur an der Universität Duisburg oder eine Predigerstelle in Düsseldorf zu erlangen, scheiterten jedoch.
Beckhaus kehrte am 2. Juni 1815 als dritter ordentlicher Professor der Theologie an die Marburger Universität zurück. Zugleich wurde er Konsistorialrat, Inspektor der reformierten Kirchen im Oberfürstentum Hessen und Vierwochenprediger. Seine Promotion zum Doktor der Theologie erfolgte kurz darauf am 27. Juni 1815. Er wurde 1822 zweites Mitglied des Konsistoriums in Marburg und zugleich mit der Besorgung der Superintendenturgeschäfte in der Grafschaft Ziegenhain betraut. In den Jahren 1817, 1820, 1823, 1827, 1830 und 1834 war er Dekan der Theologischen Fakultät sowie 1818 und 1822 Prorektor der Universität, Rektor war in jeder Zeit immer der regierende Kurfürst. Außerdem war er Mitglied des Direktoriums des Schullehrerseminars der Provinz Oberhessen. Am 9. Dezember 1834 wurde er wegen Verdienste um das Wohl der Kirche Ehrenbürger von Marburg.
Beckhaus’ Laufbahn erlitt 1835 einen Bruch, da er, 67-jährig, des unerlaubten Umgangs mit einer Frau für schuldig befunden wurde. Am 24. Februar 1835 wurde er durch Ministerialbeschluss von den Funktionen eines Konsistorialrats, durch das Konsistorium von der Funktionen als geistlicher Inspektor und Pfarrer und am 13. März 1835 vom akademischen Senat von allen öffentlichen Handlungen und Prüfungen suspendiert. Zum 1. April 1838 wurde er schließlich 70-jährig in den Ruhestand versetzt.

## Werke (Auswahl)
- Geschichte der Menschheit und Religion: freymüthig dargestellt für Freunde der Aufklärung, Serverin, Weißenfels und Leipzig 1793.
- Über die Aechtheit der sogenannten Taufformel, Weiß und Brede, Offenbach am Main 1794.
- Ueber die Integrität der prophetischen Schriften des Alten Bundes, Curt, Halle 1796.
- Sammlung einiger öffentlichen Vorträge für Freunde einer rein-biblischen Religionserkenntniß und eines thätigen Christenthums, Schreiner, Düsseldorf 1798.
- Bemerkungen über den Gebrauch der apokryphischen Bücher des alten Testaments zur Erläuterung der neutestamentlichen Schreibart, Mallinkrodt, Dortmund und Leipzig 1808.
- Einleitung in die Bücherkunde der Kirchen-Geschichte, Elwert, Marburg 1840.